# Норман Селф
Норман Селф (на английски: Norman Selfe) е австралийски инженер и изобретател от английски произход.
Роден е в Тедингтън (днес в Лондон) на 9 декември 1839 година. Семейството му се премества в Сидни, когато той е още дете. От ранна възраст се подготвя за инженер, какъвто е и баща му.
Селф проектира голям брой мостове, пристанищни съоръжения, кораби и машини и въвежда в Сидни нови охладителни, хидравлични, електрически и транспортни системи. Играе активна роля и за организирането на техническото образование.
За заслугите му към града още преди неговата смърт на негово име е наречен кварталът Норманхърст, където живее. Умира в Сидни на 15 октомври 1911 година.